# Marcus Nilsson
Pour les articles homonymes, voir Nilsson et Marcus Nilsson (athlétisme).
Marcus Nilsson est un joueur suédois de volley-ball né le 7 octobre 1982 à Torup (commune de Hylte, Halland). Il mesure 2,06 m et joue attaquant. Il totalise 76 sélections en équipe de Suède.

## Clubs
| Club                      | De        | À         |
| ------------------------- | --------- | --------- |
| Hylte VBK                 | 2001-2002 | 2001-2002 |
| Gioia del Volley          | 2002-2003 | 2002-2003 |
| Panellínios Athènes       | 2003-2004 | 2004-2005 |
| Paris Volley              | 2005-2006 | 2005-2006 |
| Iraklis Salonique         | 2006-2007 | 2008-2009 |
| Dynamo-Yantar Kaliningrad | 2009-2010 | 2009-2010 |
| Pallavolo Piacenza        | 2010-2011 | 2010-2011 |
| Fart Kielce               | 2011-2012 | 2011-2012 |
| Lokomotiv Novossibirsk    | 2012-2013 | 2012-2013 |
| VK Kouzbass Kemerovo      | 2013-2014 | 2014-2015 |
| Ziraat Bankası Ankara     | 2015-2016 | ....      |

## Palmarès

### Club
- Ligue des champions (1)
  - Vainqueur : 2013
  - Finaliste : 2009
- Championnat de Grèce (2)
  - Vainqueur : 2007, 2008
- Championnat de France (1)
  - Vainqueur : 2006
- Supercoupe de Grèce (2)
  - Vainqueur : 2007, 2008

### Distinctions individuelles
- Meilleur joueur et meilleur marqueur de la Ligue des champions 2012-2013